# Малокрасноярка
Малокрасноярка (рос. Малокрасноярка) — село у Киштовському районі Новосибірської області Російської Федерації.
Входить до складу муніципального утворення Малокрасноярська сільрада. Населення становить 261 особа (2010).

## Історія
Згідно із законом від 2 червня 2004 року органом місцевого самоврядування є Малокрасноярська сільрада.

## Населення
| 1926 | 2002 | 2007 | 2010 |
| ---- | ---- | ---- | ---- |
| 1190 | ↘321 | ↘289 | ↘261 |